# لاسيكال
لا سيكال (بالفرنسية: La Cigale) هي صالة غنائية تقع في حي بيكال في الدائرة الثامنة عشرة في باريس، في سفح حي مونمارتر. قريبة من مترو بيكال. وفيها غنّت المجموعة اللبنانية مشروع ليلى في عام 2016.
وهي تعتبر كأحد المعالم السياحية والمواقع الأثرية في باريس.
يتم القدوم إلى هذا الموقع من قبل مترو أنفير و مترو بيكال.

## التاريخ
تقع في حي بيكال، تم بناء قاعة الحفل في عام 1887 كتعويض عن موقع «الكرة السوداء» (التي كانت قد بنيت في عام 1822) بسعة حوالي 1000 مقعدا. وتم توسيعها في عام 1894 من قبل المهندس المعماري هنري غراندبيير، مع سقف رسمه أدولف ليون ويليت. واستاضفت عروض ميستينغيت، موريس شوفالييه، إيفون برينتيمبس، غاستون وفرارد، أرليتي، رايمو أو ماكس ليندر.

## القاعة

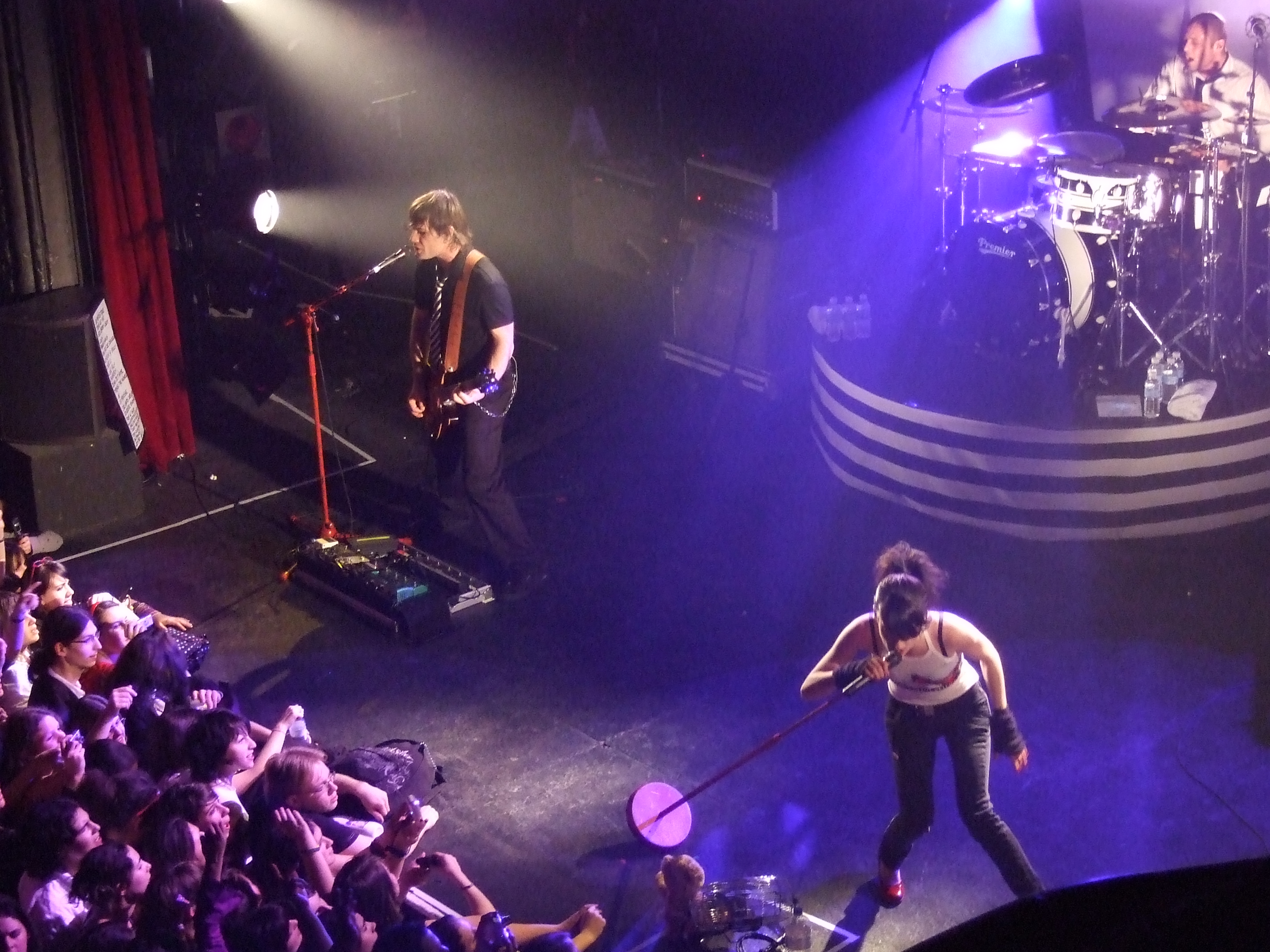
أحد العروض

يمكن للصالة أن تستوعب 1389 شخص للحفلات عندما يكون الجمهور واقفا أو 954 شخص مع جمهور جالس. أرضية الأوركسترا لديها منصة معيارية ويكون الميل والارتفاع من خلال نظام هيدروليكي.